# Annalisa Bucci
Annalisa Bucci (Fabriano, Marcas; 29 de enero de 1983) es una kickboxer y artista marcial mixta italiana. Ha competido profesionalmente desde 2005, estando en la división de peso pluma de Bellator MMA y en la de peso ligero de SUPERKOMBAT.
Fue campeona del mundo de kickboxing WAKO y de muay thai ISKA.
Combat Press la clasificó entre los diez mejores pesos pluma femeninos de MMA entre septiembre de 2014 y enero de 2017.

## Carrera de Kickboxing y Muay Thai
Bucci debutó en kickboxing contra Arianna Leonardi en la escena regional italiana, y ganó su primer combate profesional.
En 2007 derrotó a Gabriella Carmelita y se proclamó campeona nacional italiana amateur. Dos años más tarde, se impuso por nocaut técnico a Chantal Ughi y ganó el título intercontinental de boxeo tailandés WMTI.
Bucci ganó el título europeo WAKO Pro K1 por decisión ante Najat Hasnouni-Alaoui.
Desafió sin éxito a Kerry Louise por el título mundial WFKKO, perdiendo por decisión unánime.
Participó en el Torneo Profesional Europeo WAKO 2012. A pesar de derrotar a Dilek Yucel en las semifinales, perdió ante Boglaka Brunner en el combate final.
Ganó el título mundial de Muay Thai de la ISKA por decisión sobre Stacey Parker.

## Carrera de artes marciales mixtas
Bucci debutó en MMA en Dangerous Zone, en 2010, ganando por TKO en el primer asalto.
Perdió sus dos siguientes peleas contra Slavka Vitaly, a través de una armbar, y contra Myriam Lamare por decisión unánime.
En los dos años siguientes acumuló un récord de 6-1, con cuatro de esas seis victorias por KO.
Hizo su debut en Bellator MMA en 2014, durante Bellator 130, pero perdió en la tercera ronda por un estrangulamiento trasero desnudo.

## Récord en artes marciales mixtas
| Resultado | Récord | Oponente               | Método                      | Evento                                    | Fecha                    | Ronda | Tiempo | Localización |
| --------- | ------ | ---------------------- | --------------------------- | ----------------------------------------- | ------------------------ | ----- | ------ | ------------ |
| Derrota   | 7–4    | Marloes Coenen         | Sumisión (Rear-Naked Choke) | Bellator 130                              | 24 de octubre de 2014    | 3     | 0:57   | Mulvane      |
| Victoria  | 7–3    | Maria Hougaard Djursaa | Decisión (unánime)          | European MMA 9: Mark Your Time            | 24 de mayo de 2014       | 3     | 5:00   | Copenhague   |
| Derrota   | 6–3    | Pannie Kianzad         | Decisión (unánime)          | Superior Challenge 10                     | 3 de mayo de 2014        | 3     | 5:00   | Helsingborg  |
| Victoria  | 6–2    | Minerva Montero Pérez  | Decisión (unánime)          | Shooto Italy: King of the Ring 3          | 15 de diciembre de 2013  | 2     | 5:00   | Rimini       |
| Victoria  | 5–2    | Jasmina Nadj           | Sumisión (rear-naked choke) | Shooto Italy: King of the Ring 2          | 9 de diciembre de 2013   | 1     |        | Rimini       |
| Victoria  | 4–2    | Angelica Babbi         | Sumisión (rear-naked choke) | Janus Fight Night 2012: In The Cage       | 30 de diciembre de 2012  | 1     |        | Padua        |
| Victoria  | 3–2    | Lenka Smetankova       | TKO (puñetazos)             | MMAA Arena 1                              | 30 de septiembre de 2012 | 2     | 1:37   | Praga        |
| Victoria  | 2–2    | Anita Torti            | Sumisión (rear-naked choke) | Milano in the Cage 2                      | 21 de abril de 2012      | 1     | 3:50   | Milán        |
| Derrota   | 1–2    | Myriam Lamare          | Decisión (unánime)          | Pancrase FC 4                             | 14 de abril de 2012      | 2     | 5:00   | Marsella     |
| Derrota   | 1–1    | Slavka Vitaly          | Sumisión (armbar)           | MMA Italy: Strong and Unbreakable Round 1 | 10 de marzo de 2012      | 1     | 4:00   | Susegana     |
| Victoria  | 1–0    | Elisa Navalesi         | TKO (puñetazos)             | Dangerous Zone                            | 16 de mayo de 2010       | 1     |        | Pisa         |